# Baojun 630
Baojun 630 — це компактний чотиридверний седан/хетчбек який виробляється під маркою Baojun. Це перший автомобіль, виробленим компанією SAIC-GM-Wuling під брендом Baojun. 630 виробляється в Лючжоу, Гуансі, Китай.  Він був представлений на Шанхайському автосалоні 2011 року  і надійшов у продаж у серпні 2011 року.  У квітні 2014 року до асортименту додано п’ятидверний хетчбек під назвою 610. 

## Огляд
Автомобіль був розроблений у Паназійському технічному автомобільному центрі SAIC-GM (PATAC) у Шанхаї.  Хоча візуально вони не схожі на інші автомобілі GM, було припущено, що 630 і 610 базуються на платформі Buick Excelle/Daewoo Lacetti. 

У 2014 році автомобіль дебютував у Єгипті та Алжирі під назвою Chevrolet Optra.   Модель 2023 року стала останньою Optra, яка була розміщена на сайті Chevrolet Arabia.

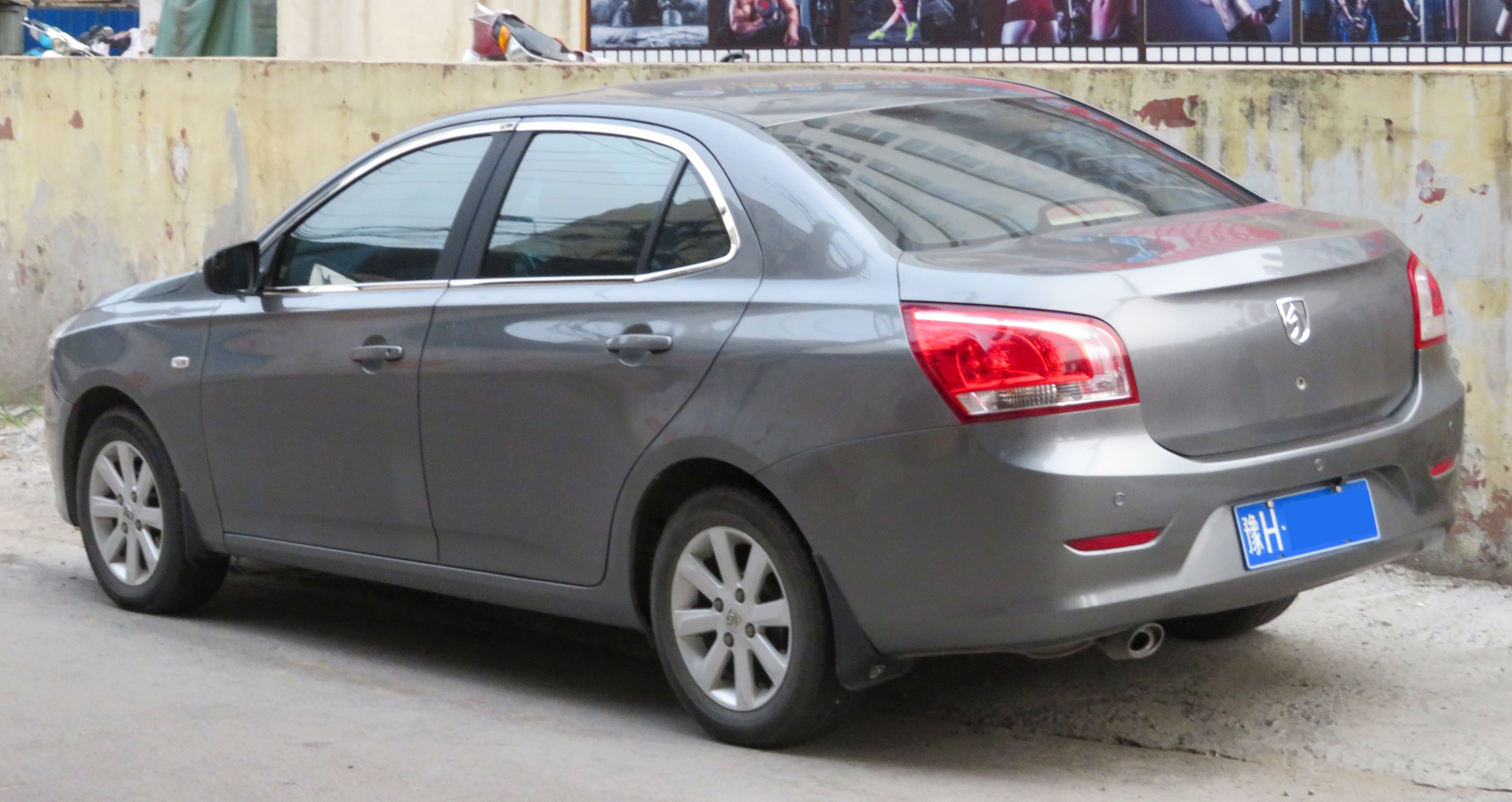
Baojun 630 перед рестайлінгом, задня частина
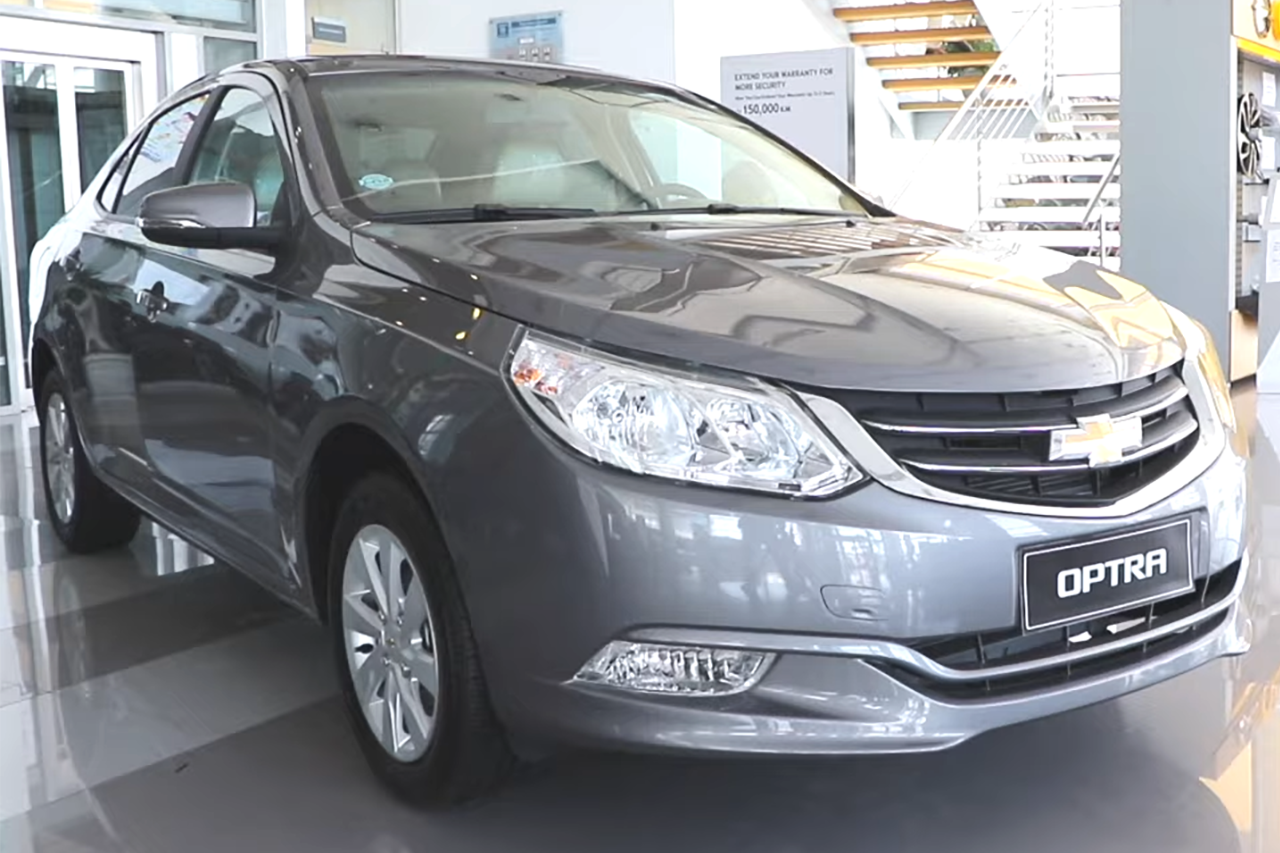
2021 Chevrolet Optra (Єгипет)

### 610
Варіант хетчбека 630 відомий як 610.

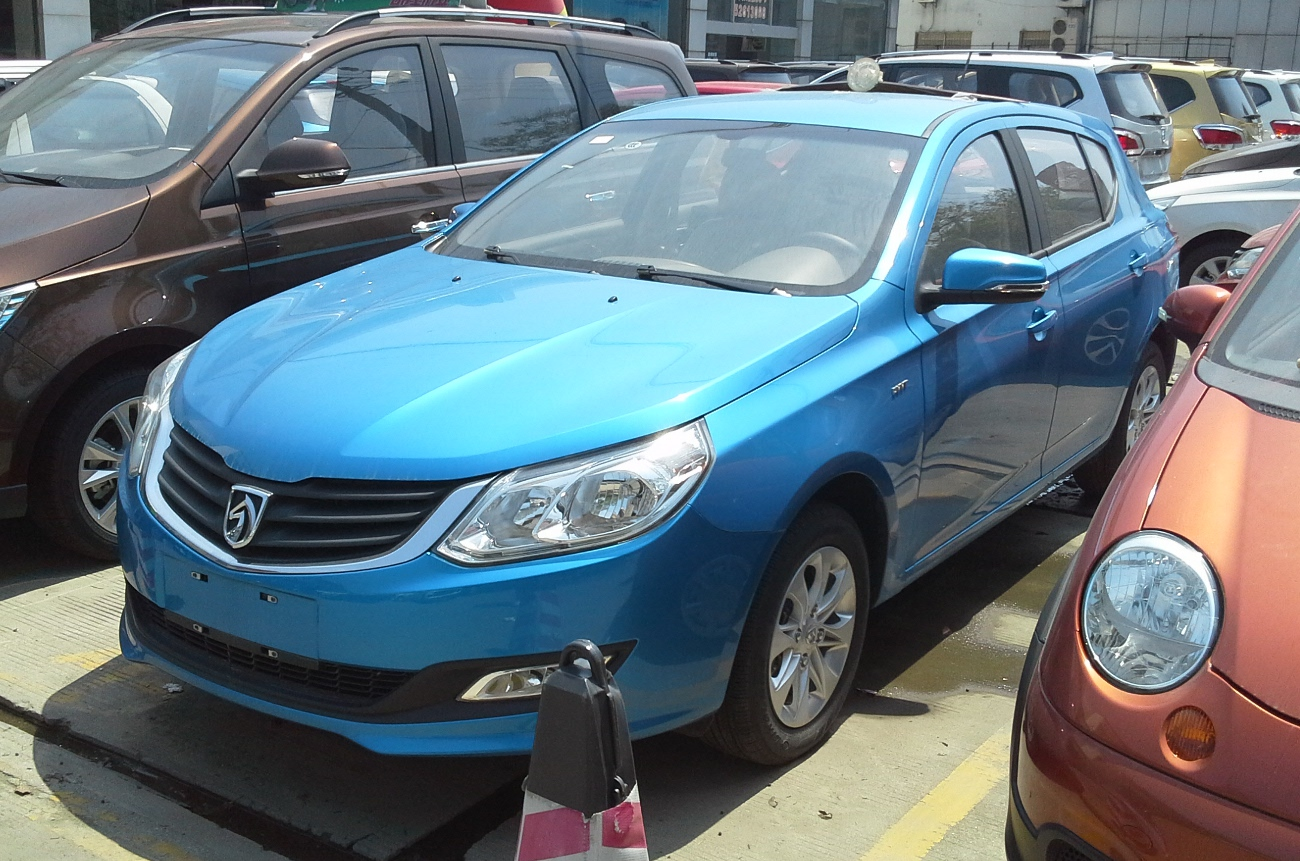
Baojun 610 перед рестайлінгом
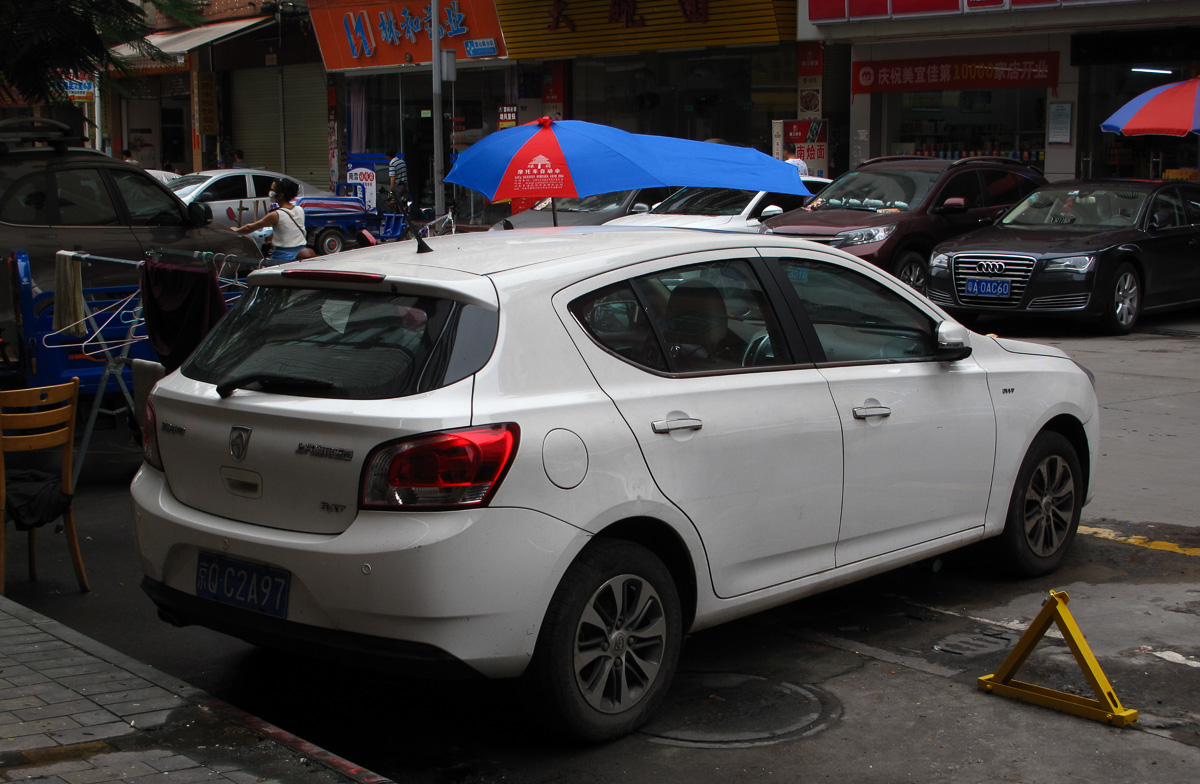
Baojun 610 перед рестайлінгом, задня частина

Оновлена версія була вперше представлена в грудні 2015 року, зі зміненою передніми та задніми частинами, збільшені задні ліхтарі та суттєво перероблену панель приладів. 

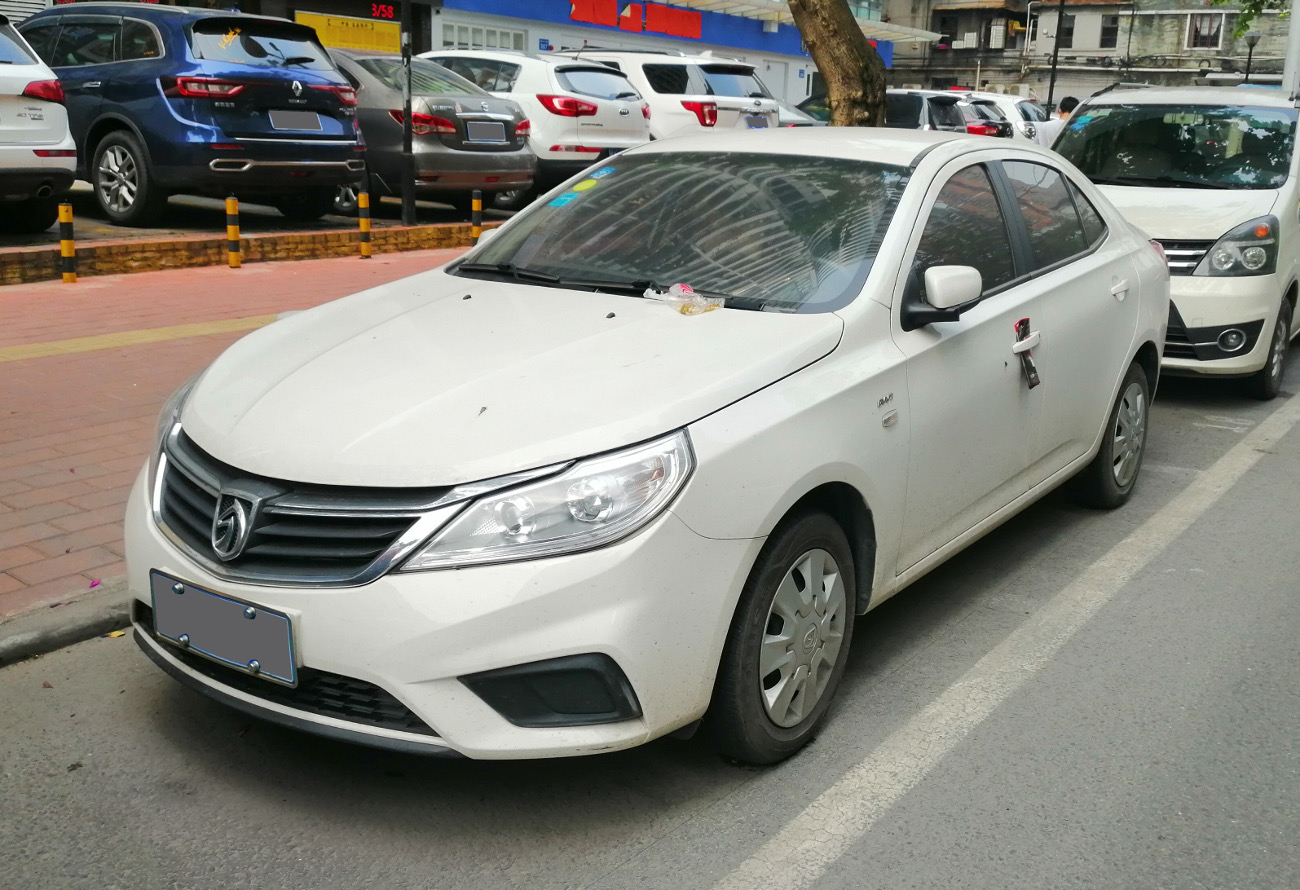
Рестайлінговий Baojun 630
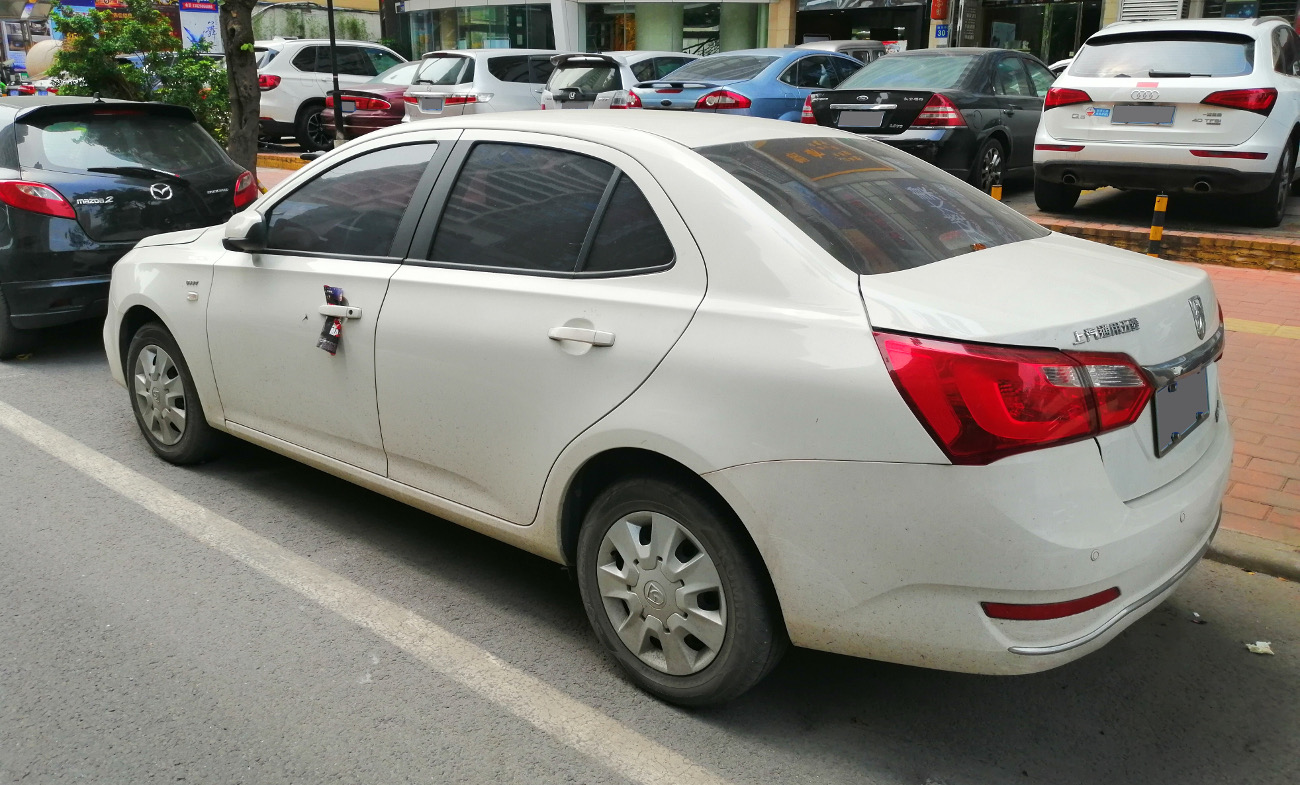
Рестайлінговий Baojun 630, вид ззаду

## Специфікація
630 оснащений 1,5-літровим 4-циліндровим двигуном на 111 к.с. та 146 Нм і в парі з п’ятиступінчастою коробкою передач. 1,8-літрова версія, що виробляє 143 к.с. і 177 Нм було додано до діапазону в листопаді 2012 року. 
Він може бути оснащений фронтальними подушками безпеки, ABS з EBD, шкіряними сидіннями, електросклопідіймачами, дистанційним центральним замком, кондиціонером, бортовим комп’ютером, CD-плеєром і задніми датчиками паркування. 

## Зовнішні посилання
- [Архівовано 2023-07-18 у Wayback Machine.]